# VISE
VISE는 NASA의 금성 탐사선이다. 2003년에 설계도가 Planetary Science Decadal Survey에 처음 나왔다. 목적은 금성의 지면을 분석하고 대기 성분을 분석하는 것이다. 특이하게 뉴 프론티어 계획에서 2차, 3차, 4차에 모두 제안되었으나 취소되었다.

## 역사와 제작배경
2003년에 설계도가 Planetary Science Decadal Survey에 처음 나왔다.뉴 프론티어 계획에서 2차에 제안되었으나,
취소되었고, 3차에도 제안되었으나 취소되고 4차에 제안되었으나 모두 제안되었으나 취소되었다.

## 지원, 개발, 투자
- NASA
- JPL
- SwRI

## 같이 보기
- 베네라-D